# Bradley Fighting Vehicle

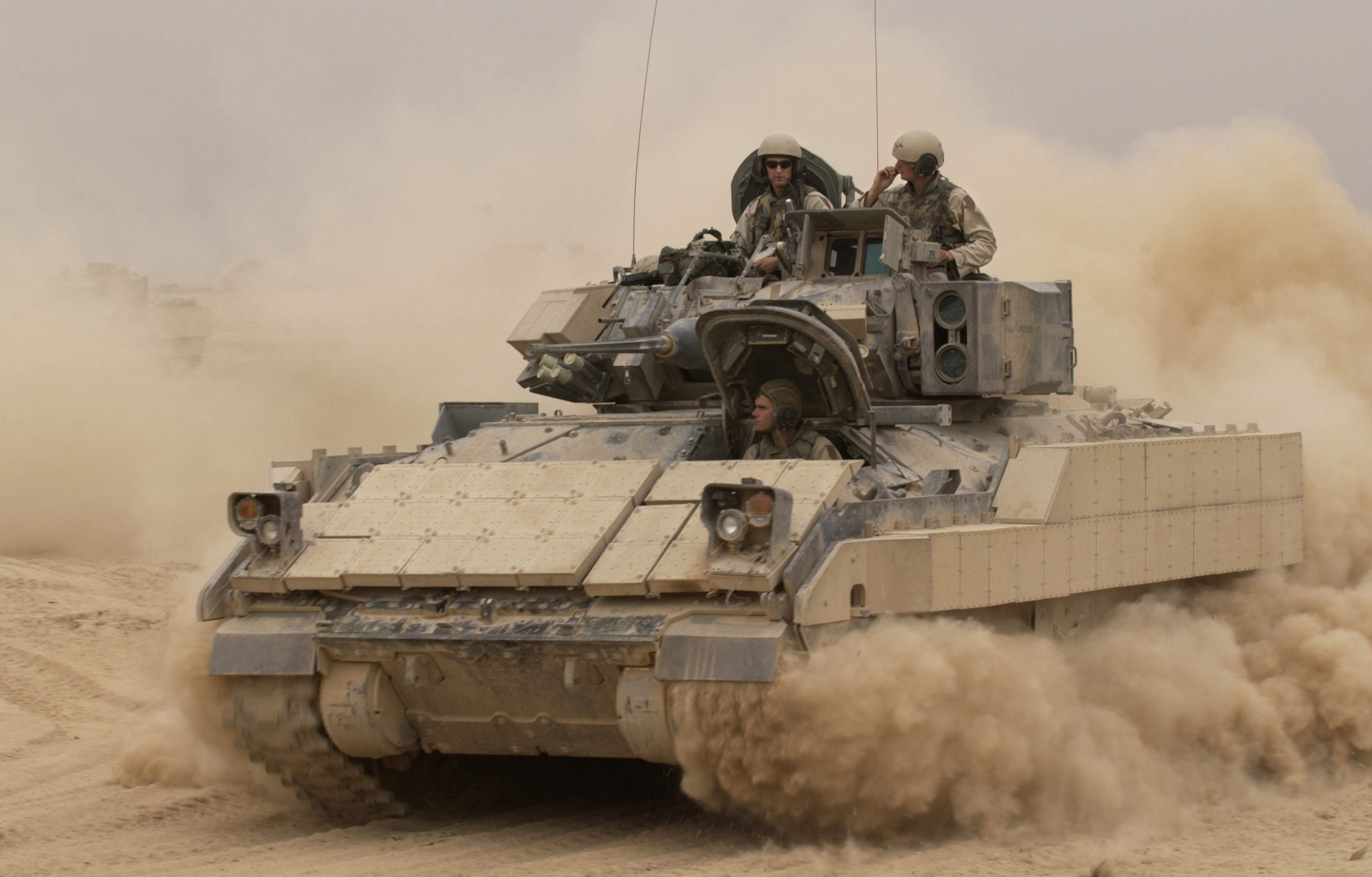
Bradley M2A3 en Irak en 2004.

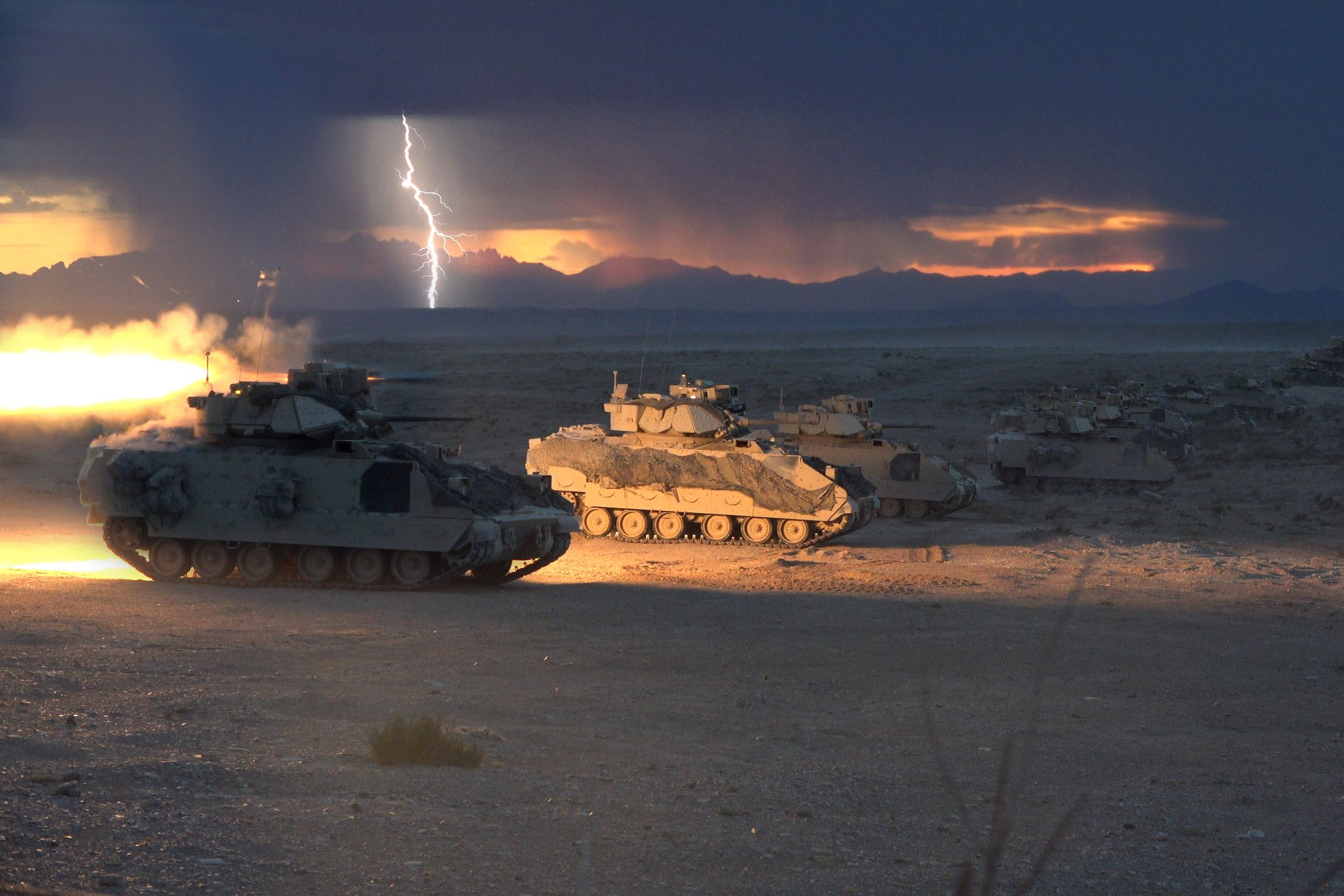
Un Bradley de la National Guard tire un missile lors d’un exercice en 2018.

Le Bradley Fighting Vehicle (BFV) est le nom d'une famille de véhicules militaires blindés de combat conçue aux États-Unis par la FMC Corporation, comptant notamment le véhicule de combat d'infanterie M2 Bradley et le lance-roquettes multiple M270. Ces véhicules sont le résultat d’un long développement initié en 1963 et qui n’a pu aboutir qu’à l’extrême fin des années 1970, au terme d’un programme grevé par le manque de budget conjugué à l’indécision dans l’établissement des spécifications.
Outre le M2, qui a été amélioré à plusieurs reprises, et ses dérivés directs comme le M6, le châssis a également servi de base pour créer le M987. Ce dernier a été décliné à son tour en toute une gamme de véhicules de support, de l’artillerie à l’ambulance, bien qu’un certain nombre de ces engins soient restés à l’état de projet, faute de financement du fait de la fin de la guerre froide.

## Conception

### Contexte
Au cours de la Seconde Guerre mondiale un usage croissant est fait des véhicules de transport de troupes blindés, ou VTT, les plus emblématiques étant le M3 Half-track utilisé par les Alliés et les Sd.Kfz. 250 et 251 des Allemands. Ces VTT sont conçus pour amener l’infanterie sous une protection relative jusqu’au champ de bataille, où les troupes descendent des véhicules pour combattre à pied. Cette doctrine persiste dans l’immédiat après-guerre et jusqu’à la fin des années cinquante, le seul changement notable étant le passage de véhicules semi-chenillés et ouverts à des véhicules totalement chenillés et fermés, comme les M75, M59 et M113 américains, le FV.432 britannique ou encore le HS.30 allemand. Cependant, au début des années soixante, la nature de la guerre change, avec l’introduction d’une doctrine basée sur l’emploi massif d’armes nucléaires tactiques, rendant le principe du VTT obsolète. Il n’est alors plus envisageable d’envoyer l’infanterie combattre à pied sur un champ de bataille contaminé par les radiations. L’Armée rouge et la Bundeswehr sont les premières à développer des véhicules répondant à ce problème en permettant à l’infanterie de combattre depuis l’intérieur du véhicule : le BMP-1 et le Marder. Ils sont par conséquent appelés des véhicules de combat d’infanterie, ou VCI.

### Les débuts difficiles du programme MICV

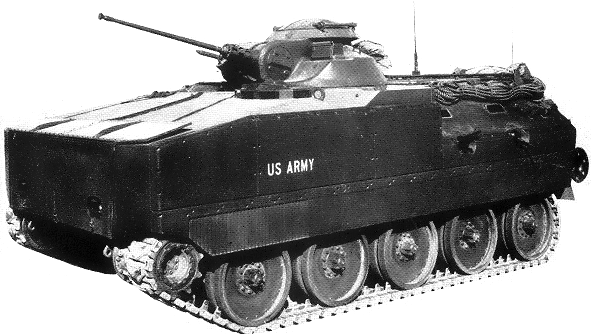
Le XM701 de la Pacific Car and Foundry.

Les États-Unis s’engagent sur le même chemin à partir de 1963 : le développement conjoint avec l’Allemagne d’un nouveau char de combat principal, le MBT-70, nécessite en effet de remplacer en même temps le M113, qui est incapable de suivre le nouveau véhicule. Le projet de VCI est nommé MICV-70, Mechanized Infantry Combat Vehicle-1965, la mise en production d’un véhicule si avancé n’étant pas espérée avant cette date. L’état-major ne souhaitant pas attendre aussi longtemps un remplaçant du M113, un appel d'offres est lancé en mars 1965 pour fournir un VCI à plus court terme, le MICV-65.
La proposition retenue en juin de la même année est le XM701 de l’entreprise Pacific Car and Foundry, mais le projet ne dépasse pas les essais et est abandonné en 1966. La raison invoquée est le poids trop important et la faible vitesse de l’engin, bien que le manque de financement dû au coût de la guerre du Viêt Nam ait probablement joué un rôle important dans cette décision. Paradoxalement, cette même guerre montre rapidement les limites du M113, qui est utilisé dans un rôle plus offensif que ce pour quoi il a été conçu et subit par conséquent de lourdes pertes. Dans le même temps, au cours des années 1960, les Russes équipent massivement leur armée en BMP-1 et BTR-60, qui peuvent tous détruire le M113, alors que l’inverse n’est pas vrai ; le dossier du MICV est donc rouvert dès 1968 pour permettre à l’United States Army de rattraper son retard.

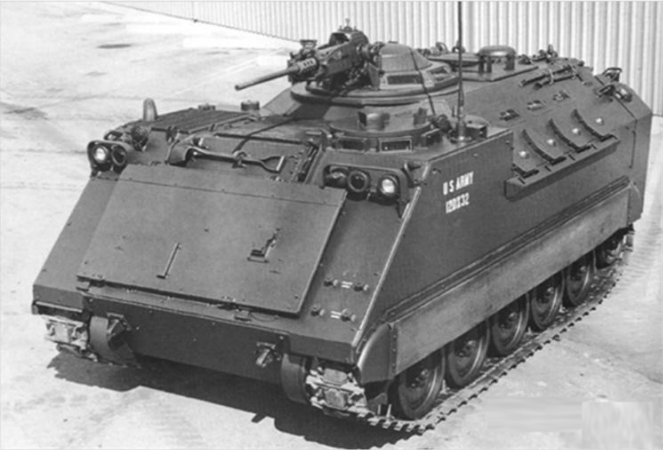
Le XM765 de la FMC Corporation.

Un premier contrat est attribué à FMC Corporation afin de créer sur la base du M113A1 un nouveau véhicule, qui prend le nom de XM765. Le but de l’opération n’est pas vraiment de concevoir le prochain VCI de l’U.S. Army, mais plutôt d’expérimenter le concept de combat d’infanterie depuis un véhicule. L’arrière de la caisse du M113A1 est coupé à mi-hauteur afin de remplacer la paroi verticale par une paroi inclinée, dans laquelle s’ouvre quatre fentes de tir, le blindage est augmenté et la mitrailleuse remplacée par un canon M139 de 20 mm. Les premiers tests ne sont pas entièrement satisfaisants, le véhicule étant bien trop lourd pour le châssis du M113, ce qui nécessite de retourner au blindage et à l’armement d’origine. À partir de l’expérience acquise sur le XM765, FMC développe sur ses fonds propres le (PI) M113A1 puis l’AIFV, qui est acheté par les Pays-Bas. L’AIFV est toutefois rejeté par l’armée américaine, l’engin ayant été jugé trop légèrement blindé et trop lent par rapport au M1 Abrams, alors en développement.
Toutefois, la seule autre perspective envisageable étant l’achat de Marder ouest-allemands, FMC se voit finalement attribuer en novembre 1972 un contrat pour le développement d’un VCI sur la base du XM765, mais dont les faiblesses doivent être corrigées. Le cahier des charges exige un véhicule pouvant atteindre 72 km/h et résister à des projectiles d’un calibre minimal de 14,5 mm, tout en étant doté d’au moins un canon de 20 mm en tourelle. Ces exigences imposent à FMC de changer en profondeur ses plans : bien que le XM723 a l’air d’une version agrandie de l’AIFV, ses composants sont différents, provenant majoritairement du LVPT-7 AMTRAC au lieu du M113. Un premier prototype est livré en 1974, puis trois autres en 1975.

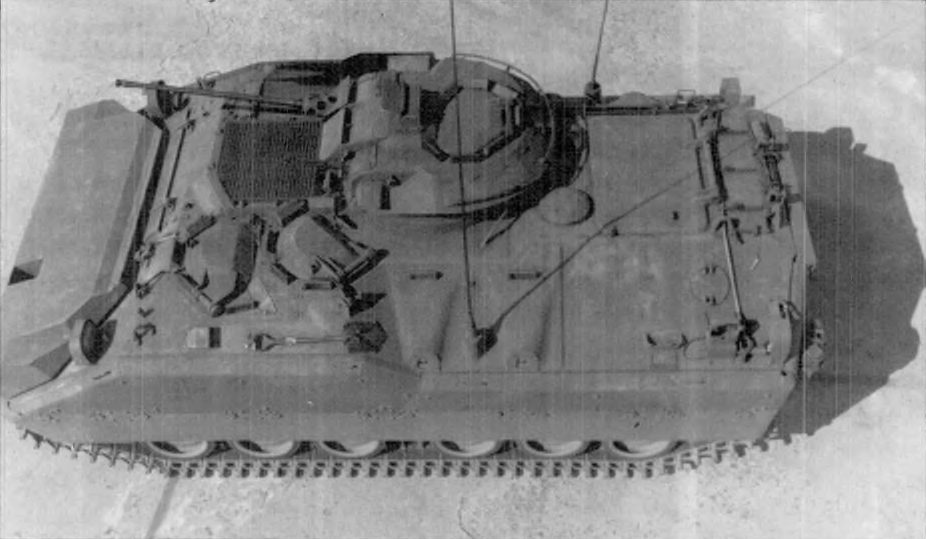
Le XM723

L’abandon pour raisons budgétaires en novembre 1974 du projet ARSV, qui visait à développer un nouveau véhicule de reconnaissance pour les troupes de cavalerie et auquel FMC avait participé avec son XM800-T, complique le programme du MICV. En effet, l’idée de fusionner les deux projets émerge dès le début de l’année 1975, mais l’écart entre leurs exigences respectives aurait nécessité de repenser en profondeur le XM723, en particulier la tourelle. Pendant un an le projet ne progresse donc guère, l’armée restant indécise quant aux spécifications les plus adaptées. L’achat de véhicules à l’étranger est à nouveau étudié, mais les deux véhicules examinés, le Marder ouest-allemand et l’AMX-10 français, ne donnent pas entièrement satisfaction. Parallèlement, la possibilité de développer un transport de troupes sur la base d’un châssis de char est également étudiée, mais finalement rejetée en raison du coût d’achat et de maintenance, ainsi que des difficultés logistiques générées par un véhicule lourd. Finalement, les spécifications sont arrêtées en novembre 1976 : la base du XM723 doit être reprise, mais adaptée aux exigences de la cavalerie, avec une tourelle pour deux personnes, dénommée TBAT-II, une capacité antichar par le biais de missiles TOW et une capacité amphibie.

### Du MICV au Bradley

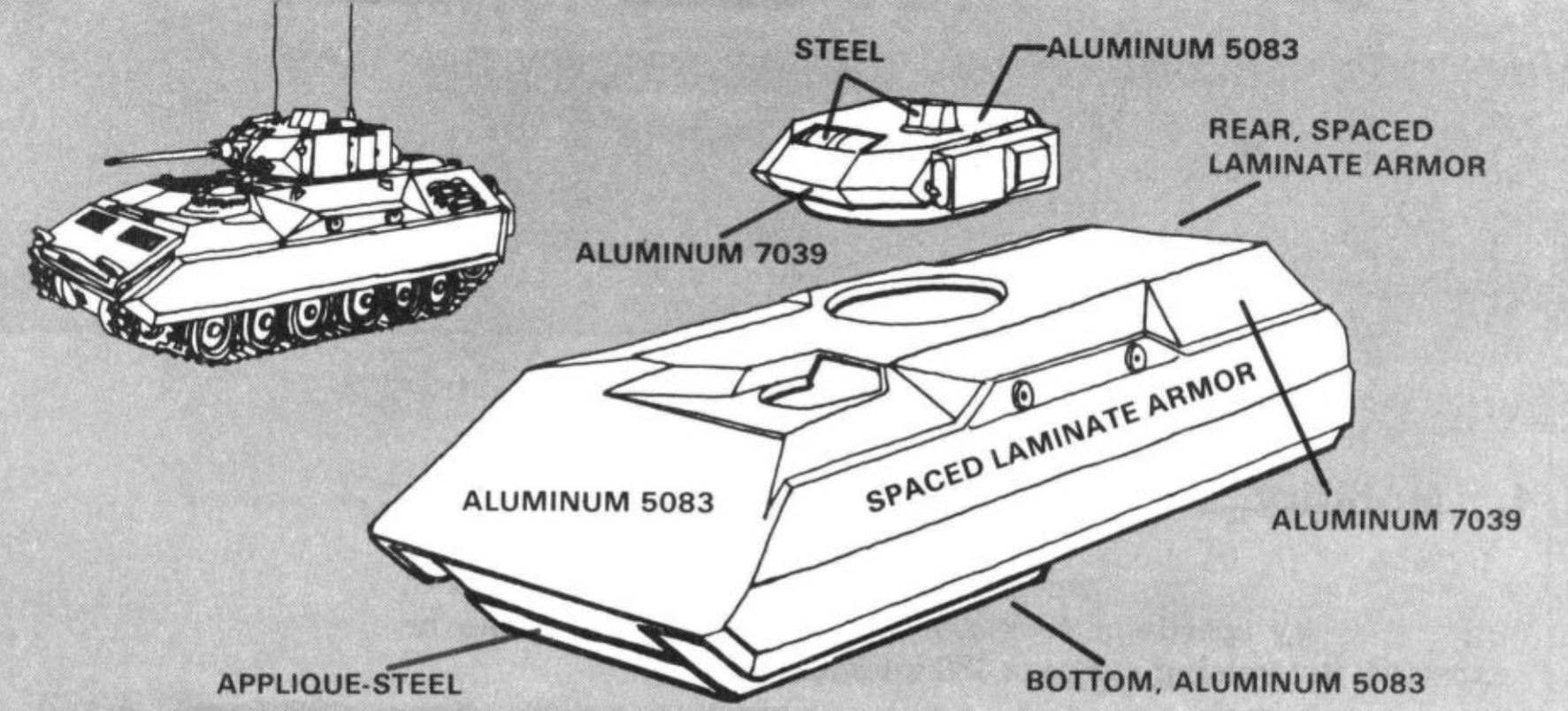
Schéma du blindage du Bradley avec les différents alliage d'aluminium employés.

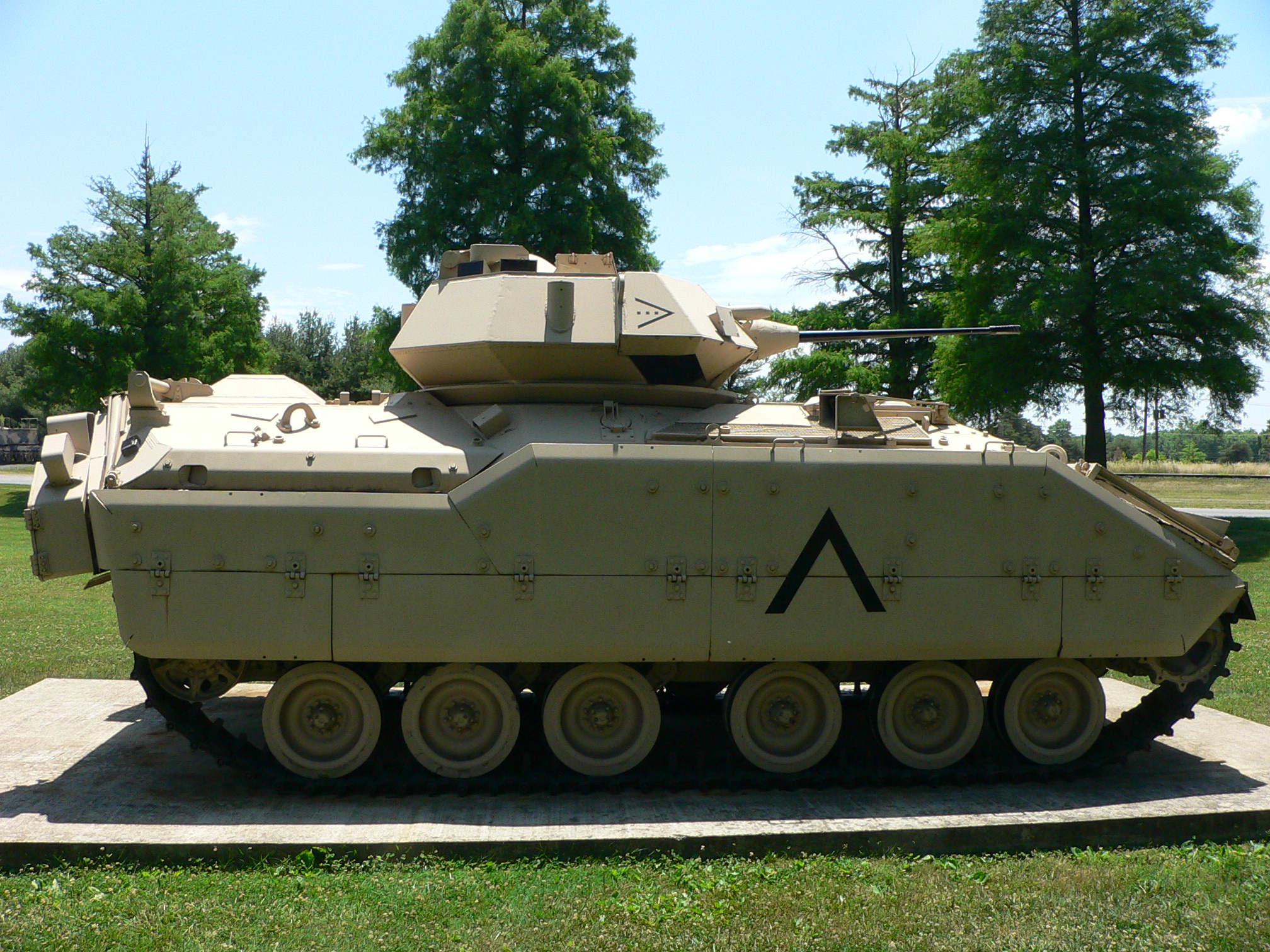
Le M2 dans sa première version. Exemplaire conservé au United States Army Ordnance Training and Heritage Center.

FMC commence par construire la maquette d’un premier véhicule, le MICV TBAT-II, décliné en deux versions, une pour l’infanterie et une pour la cavalerie. Les deux sont virtuellement identiques, la principale différence étant la suppression des fentes de tir du compartiment arrière sur le véhicule de cavalerie. Le programme est rebaptisé en mai 1977 : la plateforme prend le nom de FVS, pour Fighting Vehicule Systems, et les modèles sont nommés XM2 IFV, pour le véhicule de combat d’infanterie et XM3 CFV pour celui de la cavalerie. Le mois suivant, une troisième version est ajoutée : le Fighting Vehicule Systems Carrier, une sous-famille de véhicules utilisant le même châssis et dont le principal représentant doit être un lance-roquettes multiples, futur MLRS. Le développement se passe sans problèmes majeurs, exception faite de la transmission, et FMC peut livrer huit prototypes pour évaluation entre décembre 1978 et mars 1979. Là encore, aucun problème particulier ne se fait jour et l’autorisation de production est donnée en janvier 1980. Le M2 IFV reçoit alors le nom de Bradley en hommage au général Omar Bradley, le M3 CFV, quant à lui, aurait dû prendre le nom du général Jacob Devers, mais est finalement également appelé Bradley, du fait du peu de différences entre le M2 et le M3 ; la plateforme reçoit le nom collectif de BFV, pour Bradley Fighting Vehicle.
Le plan de commande initial est de cent véhicules en 1980, dont soixante-quinze M2 et vingt-cinq M3, puis quatre cents en 1981 ; à partir de là six cents véhicules doivent être livrés tous les ans, pour se terminer avec six cent quatre-vingts exemplaires en 1985. Les troupes commencent à recevoir les Bradley à partir de 1982 et donnent des retours globalement positifs : bien que des officiers supérieurs critiquent le fait que l’adoption du Bradley nécessite de réduire la taille du groupe de combat standard de onze à neuf hommes, les soldats de leur côté apprécient grandement la présence des missiles TOW, qui réduisent grandement leur vulnérabilité en cas de rencontre fortuite avec un char. En dépit de ces retours positifs de la part des militaires, les Bradley sont victimes à partir de 1983 d’une campagne de dénigrement de la part des médias, qui le qualifient notamment de « crématorium », sur la base d’une supposée tendance du véhicule à prendre feu lorsqu’il est touché par des projectiles à charge creuse.

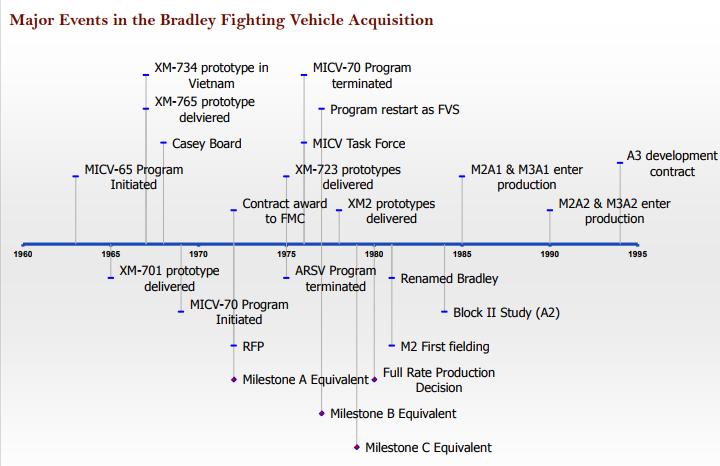
Chronologie du développement et de la production du système Bradley de 1960 à 1995.

### Évolutions

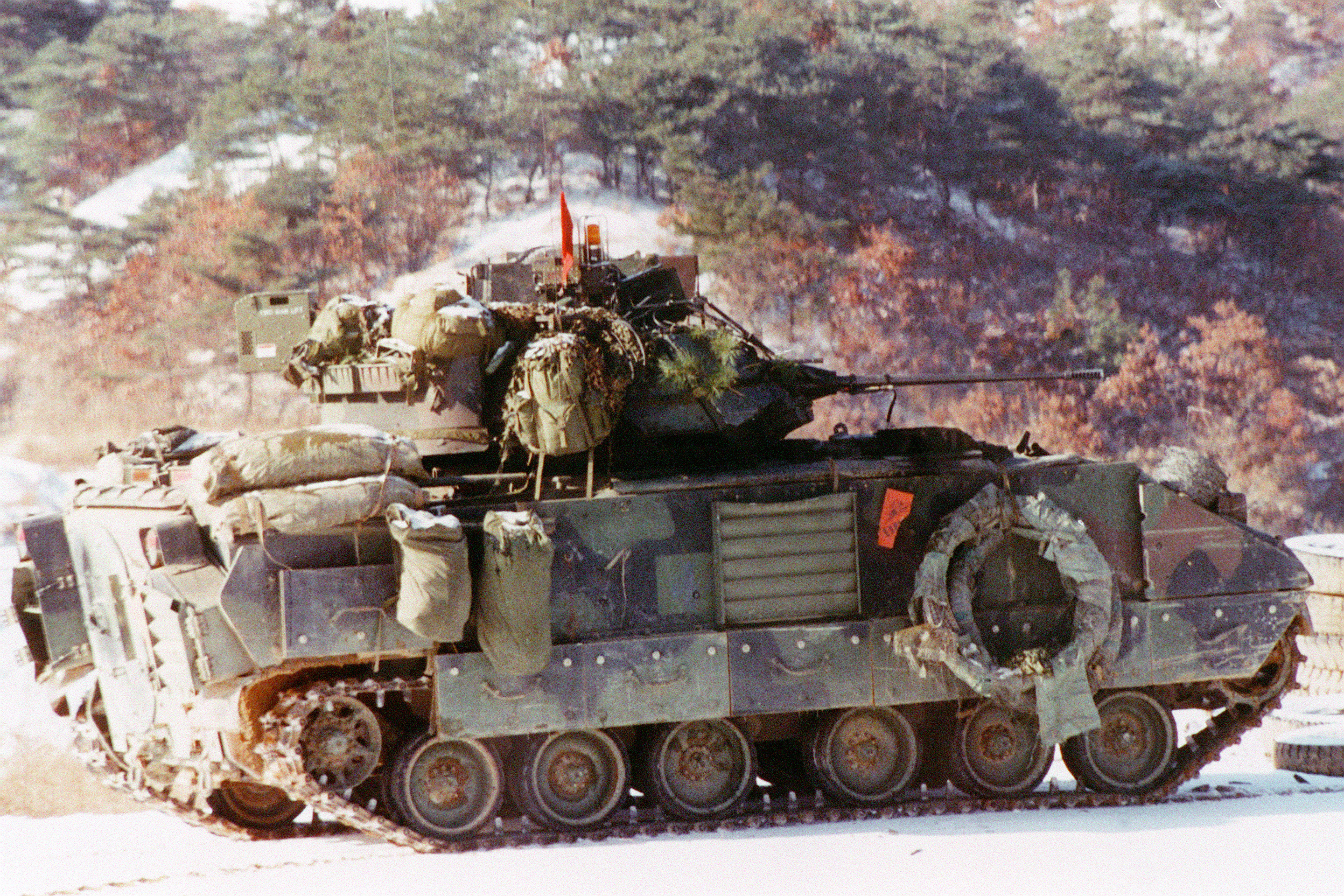
Le Bradley dans sa version A2.

Les études pour améliorer le Bradley débutent avant même la fin de la phase de production initiale : en 1984, FMC commence à convertir à des fins expérimentales plusieurs Bradley, sous les noms M2E1 et M3E1. Le point le plus important de cette évolution est le passage du missile TOW au TOW-2, dont les capacités antichar sont nettement améliorées. Ces modifications sont acceptées et introduites à partir de 1986, les Bradley prenant la désignation M2A1 pour le véhicule de combat d’infanterie et M3A1 pour celui de cavalerie. Des inquiétudes ayant été émises très tôt sur l’efficacité du blindage, du fait de la généralisation du canon de 20 mm sur les véhicules de l’arsenal soviétique, un programme de développement sur ce sujet, appelé HSV pour High Survivability Version, est lancé en 1984 et donne naissance aux versions A2 en 1988. Le passage à la version A2 a sur le M2 des conséquences considérablement plus importantes que celui à la version A1 quelques années plus tôt, en entraînant la suppression de toutes les fentes de tir latérales, seules celles de la porte arrière étant conservées. Outre l’amélioration du blindage mécanique, cette version permet également de monter des briques de blindage réactif en cas de besoin, bien qu’il faut attendre dix ans pour qu’une brique adaptée soit conçue.
La guerre du Golfe constitue le baptême du feu du Bradley et montre que certains points restent à améliorer. Dans un premier temps l’évolution se fait via un kit dit ODS, pour Operation Desert Storm, qui peut être monté directement sur le terrain et comprend notamment un télémètre laser, un GPS et de meilleurs moyens d’identification ; les véhicules équipés sont alors désignés M2A2ODS et M3A2ODS. Des modifications plus lourdes étant toutefois nécessaires, un contrat pour mettre au point une version A3 est attribué en 1995 à l’entreprise United Defense Limited Partnership, qui est née en 1994 de la fusion entre les départements défense de FMC Corporation et de Harsco Corporation. La version A3 est acceptée à la fin de l’année 1996, avec comme objectif la conversion de 1 602 A2 au standard A3 pour 2001. Les changements les plus marquants de la nouvelle version sont l’installation sur le côté droit de la tourelle d’un viseur thermique indépendant pour le chef de char et d’un ensemble électronique permettant l’intégration du véhicule dans le système FBCB2 (en).
Un surblindage réactif, le Bradley Urban Survival Kit (BUSK), pesant environ trois tonnes, pouvant être installé sur les véhicules entre en service en 2008.

## Variantes

### Prototypes et projets préliminaires

#### XM701
Conçu par la Pacific Car and Foundry pour le projet MICV-65, le prototype du XM701 est produit en mai 1965 sur la base du M107/M110 et rapidement suivi de cinq véhicules pilotes, numérotés de P1 à P5. Parmi ces derniers, les trois premiers ont une caisse en acier, tandis que celle des deux autres est en alliage d’aluminium ; tous ont en revanche la même tourelle en acier, armée d’un canon de 20 mm M139 et d’une mitrailleuse coaxiale de M73 de 7,62 mm. Le compartiment arrière offre par ailleurs sept ports de tir, de conception différente selon les pilotes. Contrairement aux projets suivants, le XM701 est entièrement pressurisé afin d’assurer la protection NBC de l’équipage et des passagers sans qu’ils aient à porter un masque individuel ; de même, afin de permettre au véhicule d’opérer pendant de longues périodes en zone contaminée, il est également équipé d’un réchaud et de toilettes.

#### XM765
Le XM765 est un véhicule développé à partir de 1967 par FMC Corporation afin d’évaluer la manière dont l’infanterie peut combattre depuis un véhicule. Il est construit sur la base d’un M113A1, dont il conserve l’ensemble propulsif et la suspension ; la moitié avant de la caisse est également identique au M113, mais la moitié arrière est redessinée pour que les côtés soient inclinés au lieu d’être droits. Le premier prototype est armé d’un canon de 20 mm M139 monté sur un affût M27, l’ensemble étant installé sur la coupole du chef de char. Le compartiment des troupes est par ailleurs percé de quatre ouvertures de tir de chaque côté, auxquelles s’ajoutent deux autres sur la rampe arrière. La protection est de plus augmentée à l’avant et sur les côtés par un blindage espacé composé de plaques d’acier laminé. L’ensemble se révèle toutefois trop lourd pour l’ensemble propulsif, tandis que plusieurs problèmes de sécurité se font jour par ailleurs. L’emplacement des réservoirs de carburant, sous les sièges du compartiment passagers, est notamment considéré comme peu judicieux, tandis que la cabine se trouve rapidement envahie de fumée lorsque les fantassins utilisent les ouvertures de tir, du fait de l’absence de système de ventilation efficace.
Un deuxième prototype est donc construit, qui revient au blindage d’origine du M113 et sur lequel le canon est remplacé par une simple mitrailleuse M2. Les réservoirs de carburants internes sont par ailleurs déplacés à l’extérieur, de chaque côté de la rampe arrière et la ventilation de la cabine améliorée. Le XM765 n’est pas directement utilisé par l’U.S. Army, mais FMC profite de l’expérience acquise pour développer sur ses propres deniers une version améliorée du M113 baptisée (PI) M113A1, qui donne ultimement naissance à l’AIFV.

#### XM723
FMC remporte en 1972 l'appel d'offres contre Chrysler et Pacific Car pour développer le XM723 et livre le premier prototype en 1974. Bien que d’apparence similaire au XM765, le XM723 en est profondément différent dans sa conception, ses composants provenant du LVT-7 plutôt que du M113. L’ensemble propulsif, constitué notamment d’un moteur Cummins VTA903 de 450 hp et d’une transmission hydromécanique General Electric HMPT-500, est plus puissant et plus robuste, tandis que l’armement est également considérablement augmenté, avec un canon de 20 mm et une mitrailleuse coaxiale de 7,62 mm en tourelle. Le blindage est en revanche similaire, avec une coque en aluminium doublée de plaques d’acier laminé sur les côtés et l’arrière, la protection de l’avant étant quant à elle assurée par un brise-lames, qui vient s'ajouter au blindage lorsqu’il est replié.
Les essais, qui s’achèvent en 1976, sont satisfaisants, mais l’armée a entretemps modifié ses exigences et demande désormais que le véhicule puisse également être utilisé comme véhicule de reconnaissance pour la cavalerie. Le XM723 étant mal adapté pour ce rôle, le programme se termine sans que le véhicule soit adopté.

#### MICV TBAT-II
Dernière étape avant le Bradley, dont il est proche, le développement du MICV TBAT-II commence en novembre 1976. La tourelle est totalement nouvelle par rapport à celle du XM723 et prend en compte les besoins de la cavalerie. L’armement principal est un canon de 25 mm, pour lequel deux modèles sont considérés : le XM241, qui dispose de sa propre motorisation, et le XM242 dont le moteur est externe. Ce dernier, conçu par Hughes Helicopters, donne naissance au concept de Chain gun et est retenu pour le Bradley. L’armement secondaire est composé, d’une part, d’une mitrailleuse coaxiale de 7,62 mm, pour laquelle deux modèles sont évalués, la MAG58 et la M240, et, d’autre part, de missiles antichars.

### Bradley et dérivés

#### Bradley Air Defense/Antitank System

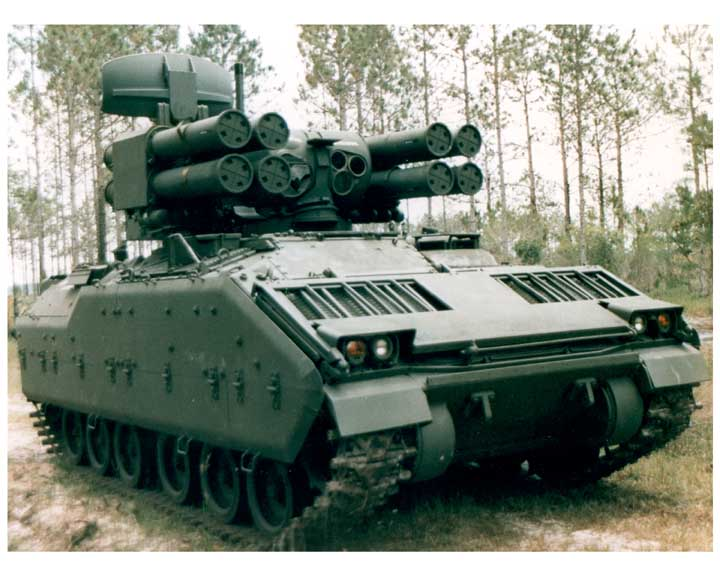
Bradley ADATS.

À la suite de l’abandon en 1985 du remplaçant du M163 Vulcan, le M247, l’idée est émise en 1988 d’utiliser la caisse du Bradley comme support pour le système anti-aérien et antichar MIM-146 ADATS produit par les entreprises Oerlikon et Martin-Marietta. L’ADATS prend la forme d’une tourelle armée de quatre tubes lance-missiles de chaque côté, ceux-ci contenant les missiles, dont l’ogive est à la fois à charge creuse et à fragmentation, leur permettant d’être utilisés indifféremment contre les aéronefs et les véhicules terrestres. Elle est en outre équipée d’un radar permettant de suivre dix cibles simultanément, bien que le guidage des missiles s’effectue par le biais d’un faisceau infrarouge, les rendant insensibles au brouillage électronique. Une version disposant en sus d’une deuxième tourelle armée d’un canon M242 de 25 mm au dessus de la première est également développée. Les premiers tests réalisés en mai 1990 montrent toutefois de nombreux problèmes et le programme est abandonné en 1992.

#### M6 Bradley Stinger Fighting Vehicle (BSFV)Linebacker

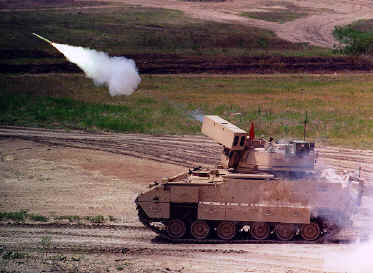
Un M6 tirant un missile Stinger.

Le besoin d’un véhicule disposant de capacités antiaériennes restant important, l’armée utilise dans un premier temps deux cent soixante-sept M2A2, qui subissent des modifications mineures afin de pouvoir embarquer un groupe de combat armé de missiles Stinger au lieu d’un groupe de combat d’infanterie classique. Dans un deuxième temps, un programme est lancé pour convertir des M2A2ODS en un nouveau type de véhicule, appelé Bradley Stinger Fighting Vehicle, ou BSFV, sur lesquels les missiles TOW sont remplacés par des missiles Stinger. Les premiers essais ont lieu sur huit véhicules à partir d’avril 1996 et leurs bons résultats amènent l’armée américaine à acquérir cinquante-et-un exemplaires supplémentaires à la fin de cette année. À la suite de restructurations, 88 reconvertis en M2A2 classiques à partir de 2006.

#### Bradley Line of Sight Antitank (LOSAT)

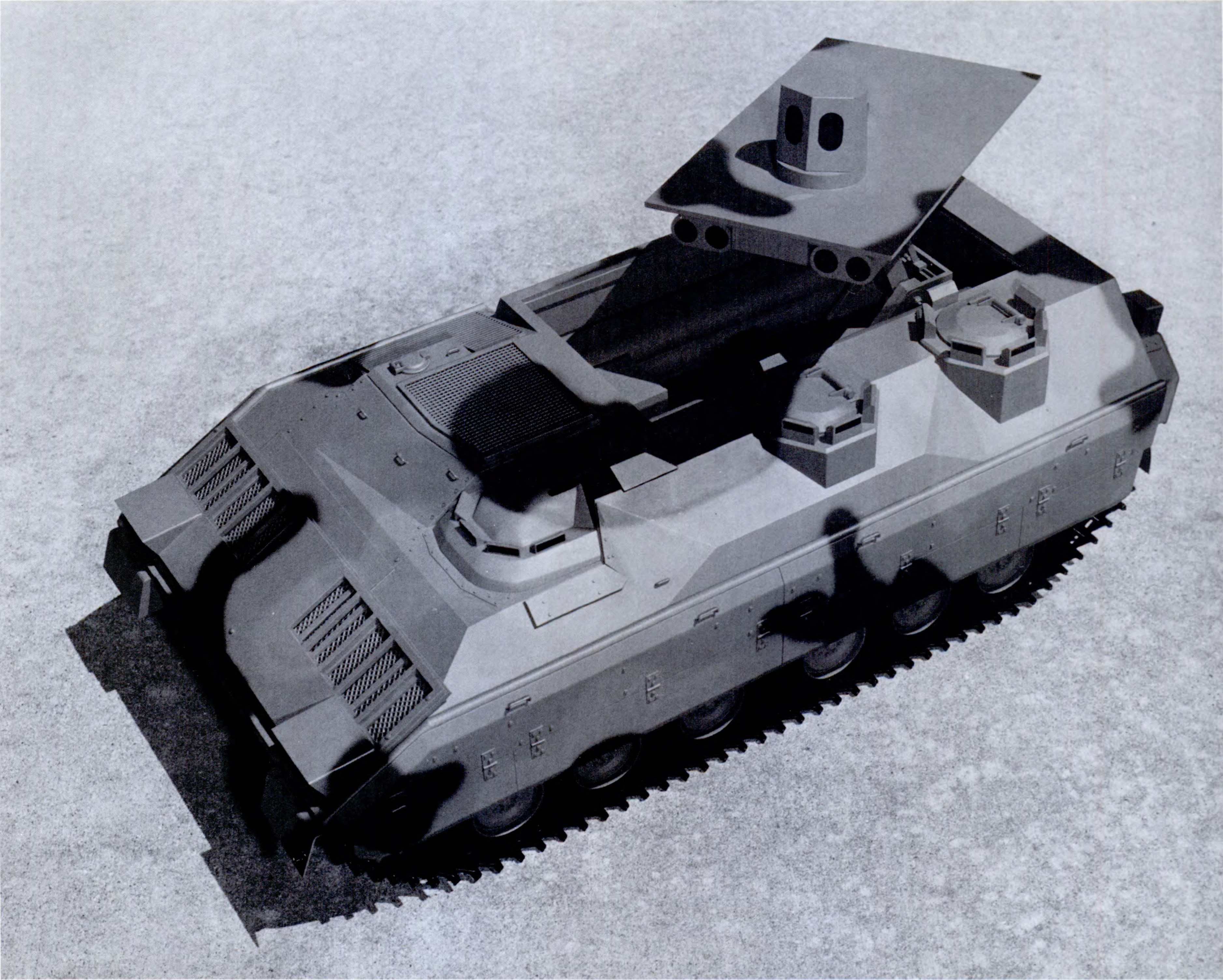
Maquette du Bradley LOSAT.

Dans le projet de missiles MGM-166A LOSAT des années 1990 abandonné en 2004, le Bradley aurait emporté quatre lance-missiles à énergie cinétique sur un lanceur rétractable situé dans le compartiment arrière, la tourelle étant par ailleurs supprimée. Ces missiles à énergie cinétique, abrégé KEM en anglais, se distinguent des missiles classiques par le fait qu’ils n’emportent pas de charge explosive, mais visent à pénétrer le blindage des véhicules adverses par la seule force de l’impact à plus de 5 000 km/h de leur tête en métal dur. Le guidage est effectué par le biais d’un faisceau infrarouge situé sur le lanceur, nécessitant d’avoir la cible en ligne de mire.

#### Bradley Command Vehicle (BCV)
Le Bradley Command Vehicle a été introduit après la guerre du Golfe, celle-ci ayant montré le besoin de fournir aux officiers supérieurs un véhicule leur permettant de suivre l’avancée rapide des unités mécanisées tout en leur offrant une protection suffisante. Le BCV est basé sur le M2A2ODS, duquel il ne se distingue extérieurement que par les antennes radio supplémentaires. L’intérieur est aménagé pour permettre à une petite équipe de quatre officiers de travailler.

#### M7 Bradley Fire Support Team Vehicle (FISTV)
Le M7 Bradley FIST est un véhicule d’observation d’artillerie introduit après la guerre du Golfe, celle-ci ayant montré que le M981 FISTV, issu du M113, utilisé jusqu’alors n’était pas en mesure de suivre l’allure des véhicules plus modernes comme le M1 Abrams. Basé sur le M2A2ODS, le M7 s’en distingue extérieurement par l’absence de missiles TOW, remplacés par l’équipement d’observation, à savoir un désignateur laser AN/TVQ-2 et un système de vision nocturne AN/TAS-4 ; il emporte également des systèmes de navigation et de communication plus adaptés à sa mission que ceux présents sur le M2A2ODS d’origine.

### Véhicules basés sur le FVSC
Le Fighting Vehicule System Carrier est apparu en juin 1979 afin de remplacer le M548. L’idée initiale est de disposer d’un porteur pour un lance-roquettes multiples et le véhicule est d’abord baptisé GSRS, pour General Support Rocket System, avant de prendre un nom plus généraliste quand il apparut que le porteur pouvait être utilisé pour d’autres usages.
Le FVSC, aussi appelé M987, reprend le châssis du M2, mais dans une forme rallongée et avec une disposition différente des roues de route, qui sont groupées par deux, alors qu’elles le sont par trois sur le M2. Les suspensions peuvent également être verrouillées afin d’offrir une plateforme de tir stable. Une cabine blindée pouvant abriter trois hommes et le moteur Cummins VTA-903 de 500 hp est disposée à l’avant du châssis, tandis que la plateforme arrière permet d’emporter un système d’arme ou une charge utile.

#### M993 MLRS Carrier
Développé entre 1977 et 1980 par Vought Corporation, le M270 MLRS est composé de deux éléments: le M993, une variante légèrement modifiée du M987, sert de véhicule porteur pour le système de lance-roquettes multiples M270. Ce dernier est construit autour de deux paniers comptant chacun six roquettes M26 de 226 mm, qui peuvent atteindre une portée d’environ 32 km et emportent généralement des ogives à sous-munitions. À la fin des années 1980, le système a été adapté pour pouvoir également tirer le missile balistique tactique M39.

#### M4 Command and Control Vehicle (C2V)
Le M4 est un poste de commandement mobile devant remplacer le M577 et destiné aux unités de taille comprise entre le bataillon et le corps d'armée. Un module blindé et disposant d’une protection contre les agents toxiques est installé sur une variante du châssis M987, permettant à un état-major de travailler sur un champ de bataille contaminé pendant vingt-quatre heures d’affilée et en mouvement.

#### Armored Treatment and Transport Vehicle (ATTV)
Ambulance blindée similaire extérieurement au M4, mais dont l’intérieur est aménagé pour pouvoir transporter jusqu’à neuf blessés sur civières ou douze en ambulatoire, ainsi qu’une équipe médicale de trois personnes.

#### Forward Area Armored Logistic System (FAALS)
Véhicule blindé pouvant réaliser des opérations de maintenance et de ravitaillement des unités blindées les plus avancées. Tout comme pour le M4, un compartiment blindé est monté sur le châssis M987 ; celui-ci peut contenir jusqu’à six palettes d’obus pour le char M1 dans le cas d’un véhicule d’approvisionnement en munitions, une citerne d’environ 7 600 l pour la version de ravitaillement en carburant et des outils pour le véhicule de maintenance. Un même véhicule peut être converti pour l’une ou l’autre de ces trois missions en une heure.

#### XM1070 Electronic Fighting Vehicle System (EFVS)
Prototype pour un véhicule de guerre électronique développé par FMC sur ses fonds propres. Le module blindé installé sur le châssis M987 supporte un moteur diesel Cummins servant de générateur pour le matériel électronique embarqué, dont une antenne de vingt mètres.

## Opérateurs
- Liban : 32 M2A2[44]
- Arabie saoudite : 400[45]
- Ukraine : livraison de 50 Bradleys annoncée le 6 janvier 2023[46],[47], suivie par l'annonce de la livraison de 59 bradleys supplémentaire le 20 janvier 2023[48]. En date du 12 juillet 2023, la Russie affirme avoir détruit au moins 12 Bradley[49] (au moins 177 détruits ou capturés selon le groupe Oryx).
- États-Unis : 4500 (variant M2 et M3) et 2000 en stock[50]

### Opérateurs potentiels
- Croatie : 89, 65 en ligne, 5 pour l'entraînement, 22 servant pour les pièces détachées[51],[52],[53],[54]
- Grèce[55]